# Ozodiceromya obliquefasciata
Ozodiceromya obliquefasciata är en tvåvingeart som först beskrevs av Krober 1911.  Ozodiceromya obliquefasciata ingår i släktet Ozodiceromya och familjen stilettflugor.
Artens utbredningsområde är Costa Rica. Inga underarter finns listade i Catalogue of Life.